# Anita Hendrie
Anita Hendrie (Filadelfia, 9 de noviembre de 1863 – Brooklyn, 15 de abril de 1940) fue una actriz estadounidense. Participó en 67 películas mudas desde 1908 hasta 1912.
Era hija del médico William Scott Hendrie (25 de octubre de 1835–10 de julio de 1881) y su esposa M. Louise Morton (1835–19 de octubre de 1910).
En 1902, Anita Hendrie se casó con el actor y director David Miles (1871–28 de octubre de 1915), y continuaron casados hasta la muerte de David.
Anita Hendrie Miles murió a la edad de 76 años. Está enterrada en Milford (Connecticut), con su marido.